# Commodities

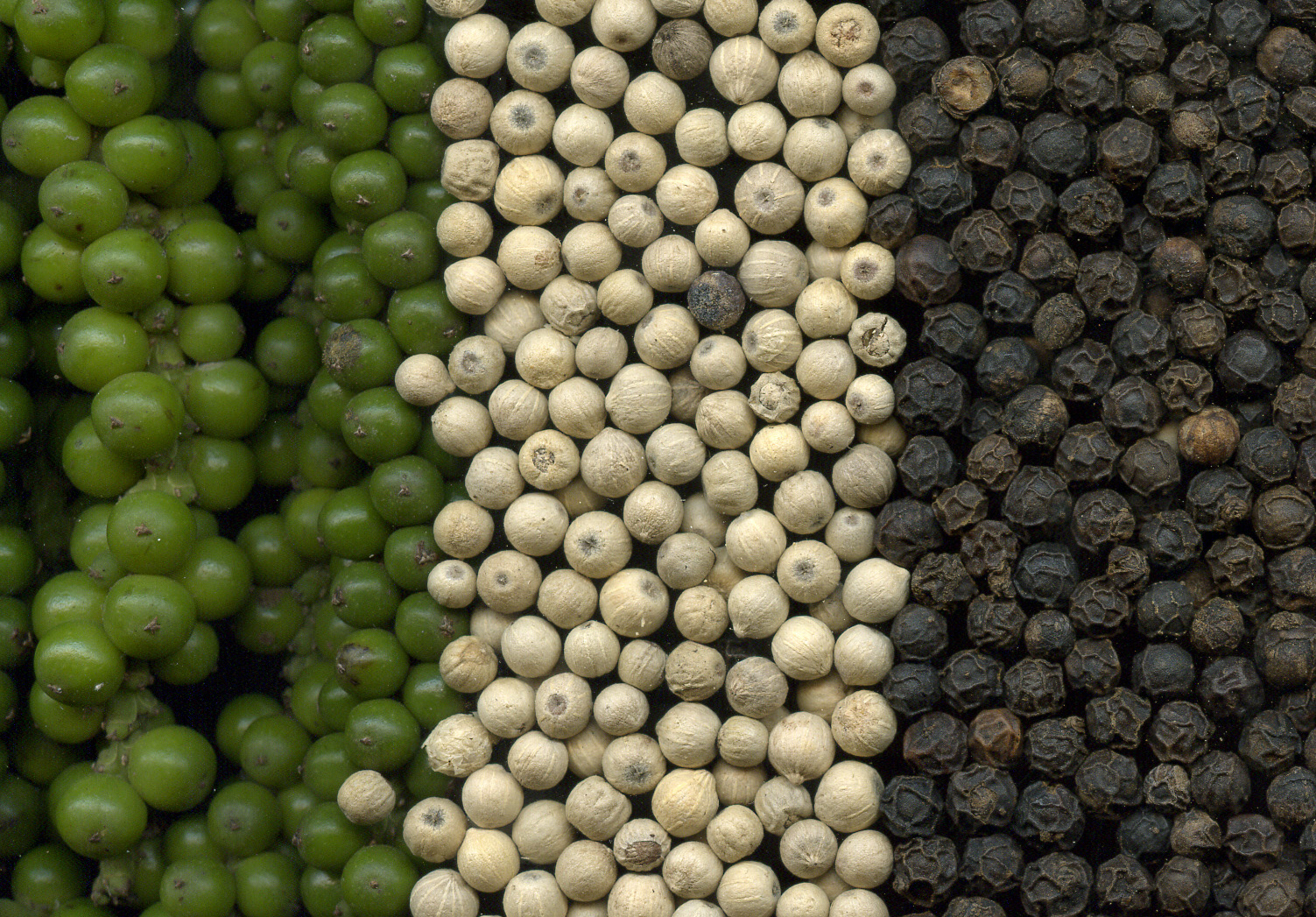
Commodities: grüner, weißer und schwarzer Pfeffer

Commodities (englisch Plural von „Commodity“, im Plural verwendet; [kəˈmɑːdətiːs]) ist ein Anglizismus für an Warenbörsen gehandelte, standardisierte und in der einzelnen Art homogene Handelswaren. Darunter können Agrarprodukte, Metalle, Energie sowie standardisierte Investitionsgüter und Konsumgüter fallen.

## Allgemeines
Voraussetzungen für die Handelbarkeit von Commodities an Börsen ist ein hohes Maß an Standardisierung, Fungibilität und Konformität (wie bei Brent Blend oder Goldbarren). Hierdurch müssen sie an Börsen nicht – wie typischerweise die Waren auf Märkten – präsent sein, denn der Käufer kann ein qualitativ gleichbleibendes Produkt erwarten, das quantitativ in festgelegten Einheiten vorliegt. Innerhalb ihrer Gattung besitzen sie geringe oder keine Qualitätsunterschiede und kein Differenzierungspotenzial. Das ermöglicht die Anwendung von bei Finanzinstrumenten gängigen Handelstechniken und -organisation. Deshalb sind auf Commodities die Finanzkontrakte wie Kassageschäfte mit Kassakursen, Termingeschäfte mit Terminkursen anwendbar, es gibt Börsen samt Börsenaufsicht, Handelsusancen und Handelsstrategien.

## Geschichte
Die börsenmäßige Standardisierung von Agrarprodukten ging von den USA aus. Dort begann im April 1848 der Chicago Board of Trade mit einem Kassamarkt für Getreide. Im Jahre 1858 standardisierte man Terminkontrakte – die damals noch anders hießen (englisch „to-arrive contracts“) – insbesondere um die Qualität von Getreide sicherzustellen.
Im Oktober 1865 gab es formale Handelsregeln insbesondere zu den Lieferpflichten der Verkäufer. Im September 1870 begann die New York Cotton Exchange, im Mai 1872 folgte die Butter and Cheese Exchange of New York, Vorgängerin der heutigen New York Mercantile Exchange (NYMEX); die Coffee, Sugar and Cocoa Exchange entstand im März 1882. Als erste Metallbörse eröffnete im Januar 1877 die noch heute existierende London Metal Exchange.
Im Juli 1898 begann in den USA die Besteuerung von Kassa- und Termingeschäften. Im August 1914 trat der Cotton Futures Act über Baumwoll-Termingeschäfte in Kraft, es folgte im August 1921 der allgemeinere Futures Trading Act über Termingeschäfte in allen Getreidearten. Durch Zusammenschluss der National Metal Exchange, Rubber Exchange of New York, National Raw Silk Exchange und der New York Hide Exchange entstand im Januar 1933 die Commodity Exchange, die seit 1994 eine Tochtergesellschaft der NYMEX ist. Sie vereinigte mit Metallen, Gummi und Rohseide die unterschiedlichsten Basiswerte in einer Börse. Im August 1958 stoppte ein Verbot den Terminhandel in Zwiebeln. Im Februar 1968 wurde der Commodity Exchange Act um Vieh und Viehprodukte (Schweinebäuche, englisch pork bellies), im Juli 1968 um Orangensaftkonzentrate erweitert. Die Warenterminbörse Hannover wurde im Juli 1996 als Terminbörse für landwirtschaftliche Erzeugnisse gegründet und ist die erste vollcomputerisierte Warenterminbörse in Deutschland. Die European Energy Exchange entstand im März 2002 und ist ein Marktplatz für Energie und energienahe Produkte.

## Begriffsumfang und Arten
Der aus dem späten Mittelenglischen stammende Begriff geht auf „Bequemlichkeit“ (lateinisch commoditas) und „komfortabel“ (lateinisch commodus) zurück. Der Umfang des Begriffs Commodities war und ist bis heute in seiner Verwendung nicht einheitlich. Mit Commodities wurden in Deutschland lange Zeit  Agrargüter assoziiert. Gemäß Tietje/Götting/Gruber/Lüdemann u. a. (2015) wurden dagegen eigentlich nur Rohstoffe mit Commodities gleichgesetzt; eine voranschreitende Commoditisierung messe heute immer mehr Gütern den Status von Commodities zu.
Nach einer gängigen Fassung des Begriffs lassen sich Commodities in drei Kategorien Agrarprodukte, Metalle und Energie einteilen:
- Agrarprodukte: Im US-amerikanischen Gesetz Commodity Exchange Act (CEA) vom Juni 1936 sind mit Weizen, Baumwolle, Reis, Mais, Hafer, Gerste, Roggen, Leinsamen, Eiern, (irische) Kartoffeln, Wolle, Fette, Öle, Baumwollsamen, Erdnüsse, Sojabohnen, Vieh und Orangensaftkonzentrat ausschließlich Agrarprodukte und Vieh als Commodities verzeichnet. Er ersetzte den aus September 1922 stammenden Grain Futures Act, der Termingeschäfte in Getreide zum Gegenstand hatte.
- Metalle: Zu den handelbaren Metallen gehören die Edelmetalle Gold, Silber, Platin und Palladium, ferner auch unedle Metalle wie Aluminium, Kupfer, Eisen, Blei, Zink und Zinn.
- Energie: Strom, Erdgas, Wärme, Wasser und Kohle werden ebenfalls als Commodities gehandelt. Strom weist die Besonderheit auf, dass er mangels Speicherfähigkeit weder ein materielles noch ein immaterielles Realgut darstellt. Er gilt auch nicht als Sache im Sinne des § 90 BGB, doch gilt Elektrizität neben Wärme als „sonstiger Gegenstand“ beim Rechtskauf des § 453 Abs. 1 BGB.[4] Im Finanzwesen ist Strom als Basiswert anerkannt, so dass sich der Stromhandel etablieren konnte.

In der neueren Fachliteratur werden die Unterarten Soft commodities und Hard commodities unterschieden. Soft commodities sind Waren, die angebaut oder als Nutztiere gehalten werden (Kaffee, Baumwolle, Vieh), hard commodities bezeichnet hingegen abbaubare Güter (Gold, Silber, Kupfer, Erdöl).
Der US-amerikanische Commodities Exchange Act (CEA) umfasst heute auch Aktienindizes, Währungen oder US-Bundesanleihen (USC Title 7, Sec. 1a (4), (13)).

### Abgrenzungen
Commodities bilden lediglich ein Teilsegment der Handelswaren. So gehört beispielsweise Kaffee in der standardisierten Rohform (Sack Robusta-Kaffee, Handelseinheit: 60 kg) zu den Commodities, die 500-g-Packung Röstkaffee im Supermarkt hingegen ist eine Handelsware. Unter Commoditisierung ist ein Trend zur Vermehrung der Arten handelbarer Gegenstände zu verstehen, etwa im Bankwesen die zunehmende Standardisierung der Bankprodukte und Dienstleistungen. Commodities bilden den Basiswert für verschiedene derivative Finanzinstrumente (englisch commodity derivatives).

## Preisermittlung
Im Handel werden die verschiedenen Handelsobjekte in handelsüblichen, infinitesimal kleinen Mengeneinheiten dargestellt. Beispielsweise ist bei Gold die Maßeinheit die Feinunze, so dass eine Feinunze (Mengeneinheit) zu 2640 US-Dollar den Goldpreis von 2640 US-Dollar ergibt (Stand: 3. Januar 2025). Dabei wird der Rohstoffpreis für die einzelnen Handelsobjekte wie folgt ermittelt:
| Handelsobjekt                   | Rohstoffpreis         | Maßeinheit      |
| ------------------------------- | --------------------- | --------------- |
| Handelswaren                    | Warenpreis            | Sack: Rohkaffee |
| Primärenergieträger             | Ölpreis               | Barrel: Rohöl   |
| Bodenschätze (Edelmetalle)      | Goldpreis Silberpreis | Feinunze        |
| Landwirtschaftliche Erzeugnisse | Erzeugerpreis         | Schweinehälften |

Handelswaren werden in standardisierten Einheiten gehandelt, beispielsweise in Barrel für Rohöl oder in Feinunzen bei Edelmetallen. „Papierkaffee“ (virtueller, an Warenbörsen gehandelter Rohkaffee) wird als Sack zu 60 kg Gewicht (Brasilien) bzw. 69 kg (Mittelamerika) gehandelt. Zur Standardisierung von Rohkaffee gehört noch die Unterscheidung zwischen Arabica-Kaffee und Robusta-Kaffee.

## Handelsstrategien
Die Handelsstrategien des Finanzmanagements werden auch auf Commodities angewendet.  Arbitrage, Spekulation und Sicherungsgeschäfte sind auch bei Commodities möglich. Bei Edelmetallen tendieren Güternachfrager zur Buy-and-hold-Strategie.
Kassakurse reflektieren eine sofortige Erfüllung, während Waren im Terminhandel Lagerkosten verursachen, die die Transaktionskosten erhöhen. Die Spanne zwischen Kassakurs (englisch spot price) und Terminkurs (englisch forward price) beinhaltet bei Commodities Kapitalkosten und Lagerkosten sowie die Prämie für die sofortige Verfügbarkeit des Basiswerts. Bei Rohstoffen besteht häufig eine als Backwardation oder Deport-Markt bezeichnete Marktsituation, bei der der Kurswert für die sofortige Verfügbarkeit überwiegt und deshalb die Kassakurse höher liegen als die Terminkurse. Das Gegenteil mit höheren Terminkursen heißt Contango; beide sind für Spekulations- und Arbitragegeschäfte geeignet. Der Backwardation-Effekt wurde 1930 von John Maynard Keynes beschrieben, der davon ausging, dass sich Unternehmen gegen fallende Rohstoffpreise durch Terminverkäufe absichern wollen und dafür bereit sind, eine Prämie an den Käufer zu zahlen. Da das Angebot an Terminverkäufen die Nachfrage an Terminkäufen übersteigt, kommt es zu niedrigeren Terminkursen gegenüber den Kassakursen.
Diskutiert wird, ob die Spekulation die Rohstoffpreise beeinflusst oder nicht. Spekulationsbedingt steigende Nahrungsmittelpreise würden die Armut in Schwellenländern erhöhen und auch in Industrieländern viele Bezieher niedriger Einkommen treffen. In einer empirischen Analyse der Preise von Agrarrohstoffen im Zeitraum 2006–2013 auf den Terminmärkten gelangten Ökonomen des Instituts für Weltwirtschaft im März 2014 zu der Auffassung, dass Akteure durch ihre Aktivitäten auf den Terminmärkten lediglich zu Preissteigerungen für Kakao und Lebendrinder beigetragen haben. Für alle anderen untersuchten Agrarrohstoffmärkte ist dagegen mit den angewandten Analysemethoden kein Einfluss von spekulativen Aktivitäten auf die Rohstoffpreise nachweisbar. Dem Mineralölwirtschaftsverband zufolge sind allerdings rund 90 % der Marktteilnehmer im Handel mit Ölterminkontrakten spekulativ tätig und haben kein Interesse am Besitz des Öls, sondern versuchen, aus Preisänderungen Gewinne zu erzielen.